# Xi Scorpii
Xi Scorpii (ξ Sco/ξ Scorpii) es un sistema estelar situado en la constelación de Escorpio. 

## Componentes
El sistema está dividido en dos grupos separados por 4,67 minutos de arco.
El primer grupo, más brillante, está compuesto por Xi Scorpii A, B, y C. A y B son estrellas de tipo F. A es ligeramente más brillante y caliente. y están separadas por 0,76 segundos de arco y orbitan alrededor de un centro común cada 45,9 años. El componente C se encuentra orbitando a 7,6 segundos de arco del par A-B.
El segundo grupo está compuesto por las enanas naranjas Xi Scorpii D y E a una distancia una de otra de 11,5 segundos de arco. Se sabe que están asociadas entre sí y con el resto de las estrellas, porque todas las estrellas comparten movimientos propios similares.